# 웅 (포켓몬스터)
웅(영어: Brock, 일본어: タケシ)은 닌텐도의 게임 소프트 「포켓몬스터」를 원작으로 하는 애니메이션 「포켓몬스터」시리즈에 등장하는 가공의 인물. 성우는 우에다 유지/구자형(오리지널 · 금은편 · 극장판 · AG 극장판)/변영희(AG · DP · DP 극장판)/김영선(극장판 재더빙판 · BW · SM).

## 프로필
- 출신지: 회색 시티
- 직업：포켓몬 브리더,  元 회색시티 체육관 관장, 현재 포켓몬 매니저
- 연령：15세[1]
- 등장 시기[2]：PM(레귤러(84화~114화는 등장하지 않음))·KG·AG·DP(레귤러), SS(등장은 1화만이지만 주역), BW2(회상), SM

## 인물
- 5화부터 등장. 회색시티 체육관의 관장이다. 바위 타입의 포켓몬을 중심으로 가지고 있는 실눈 포켓몬 브리더로, 지우의 친구. 세계 제일의 톱 브리더를 목표로 하고 있으며 부친과 모친이 집을 나가 버려 많은 형제자매를 돌봐 왔기 때문에 가사가 매우 능숙하다. 함께 여행을 하는 동료가 자기보다 연하이지만 서로 반말을 쓰며 보호자 포지션이다.

- 평상시는 지우 일행에게 조언을 주는 포지션으로, 첫등장시는 과묵하고 강경한 모습으로 나왔다. 그러나, 후에는 연상녀만 보면 정신을 못 차리고 고백하는 모습이 자주 등장하며 그럴 때마다 최이슬이나 정인에게 귀를 잡아 끌려가거나[3] DP에서는 삐딱구리에게 독찌르기로 당하거나 상대방 여성에게 차여버린다. 하지만 진심으로 상대를 화나게 해 세게 때려지거나 하진 않고, 그를 좋게 볼 수 있는 인간성을 나타내고 있다. 또, 로켓단의 로사같은 악당 여자에 반하는 일은 없다.

- 체육관 관장 때는 체육관의 방침·전통 역시 바위 타입을 메인으로 하고 있던 것 같지만, 여행을 떠나고 나서 바위 타입 이외의 포켓몬을 소지하는 경우도 많다. 포켓몬 브리더인 만큼 아기 포켓몬이나 포켓몬의 알에 깊은 관심을 가져, DP33화의 포켓몬 흉내내기 대회때도 우승 상품이 포켓몬의 알(내용은 핑복)임을 알고 기르고 싶다고 의욕을 보이기도 했다. 갖고 싶은 포켓몬은 데구리인것 같다 (다만 아버지 무능해는 데구리를 지니고 있다). 덧붙여 성도지방편에서 헤비볼이 아닌 스피드볼로 피콘를 잡은 후, 체중이 무거운 포켓몬을 잡으려고 하지 않는 탓인지, 현재까지 사용하지 않고 있다.

### 가족구성
웅은 애니메이션 시리즈에 대하고, 핵가족의 단위로의 가족구성이 뚜렷한 얼마 안되는 캐릭터이다. 또, 제매는 전원 웅과 얼굴이 닮아 있어 부친 양도이다.
- 아버지:무능해
- 어머니:미즈호
- 장남:웅
- 차남:지로
- 삼남:사부로
- 장녀:요모코
- 4남:고로
- 차녀:무츠코
- 삼녀:나나코
- 5남:야오키
- 6남:쿠로
- 4녀:토우코

슈토 타케시에 의한 소설판에서는, 모친이 체육관의 운영을 위해서 9번 이혼과 재혼을 반복한 결과, 지금은 웅을 포함해 21 형제(웅이 가라사대 8조 내려 차남이 지로, 장녀는 타케코라는 이름이다)라고 하는 대가족이라는 설정이 잡혀 있다.

## 약력
원래는 회색시티 체육관의 체육관 관장이었지만, 실종되었던 부친 무능해가 돌아왔기 때문에, 그것까지 혼자서 돌봐 온 짐과 남매를 아버지에게 맡겨 세계 제일의 포켓몬 브리더가 되는 결심을 해 지우와 최이슬의 여행에 동행하게 된다. 여행의 도중, 포켓몬 브리더의 성지 시저 스트리트에서 선배 포켓몬 브리더 희야와 만나고 그녀의 식스테일을 맡게 된다. 그 후, 오렌지 제도의 미지 연구소에 왔을 때, 지우 일행과 이별하며 미지 연구소에 머물지만, 어느새인가 태초마을의 지우의 친가에 옮기는(이유를 들으면 격렬하게 침체하기 때문에, 최이슬은 웅이 미지 박사에게 차였다고 생각했다). 지우가 성도 리그 도전을 위해 성도 지방으로 향할 때는, 다시 지우와 최이슬의 여행에 동행. 여행 도중 희야와 재회해 식스테일을 희야에게 돌려준다. 성도 지방의 여행이 끝난 다음은, 지우와 이별하며 회색시티로 돌아친가 부양을 위해 회색시티로 돌아간다.
지우가 호연 지방에 간 것을 안 후, 그를 서포트하기 위해 여행을 떠나, 호연 지방에서 봄이와 정인이를 만나, 지우 일행에 동행한다. 호연에서는 모친의 영향인지, 늪짱이(물짱이가 진화)나 로파파(연꽃몬이 진화) 등 물타입의 포켓몬을 잡기도 했다. 호연 지방에서의 여행이 끝난 다음 지우 일행과 이별해 친가에 돌아가지만, 또 여행을 하기로 결정해 지우들에게 도중부터 동행한다. 단 1회이었지만, 포켓몬 콘테스트에도 참가한다.
지우가 배틀 프런티어를 제패한 다음에 역시 또 친가로 돌아온다. 그리고 포켓몬 브리더로서 한층 더 높은 곳을 목표로 하기 위해, 꼬지지 이외의 포켓몬을 회색 체육관에 다시 맡겨 여행을 떠난다. 회색시티로 히치하이크를 하고, 트럭 운전기사의 트럭으로 신오지방에 와있었을 때, 우연히 지우 일행과 합류. 거기에서는 다시 지우와 함께 여행하며 빛나와 만나, 3명이서 신오 지방을 여행하기로 한다. 예지호수에서 전설의 포켓몬 유크시의 반투명인 모습을 본다. DP 190화에서 핑복과 함께 포켓몬들을 도와준 계기로 포켓몬 의사가 되기로 결정하였다. DP 종영 시에 소지한 포켓몬은 꼬지모, 삐딱구리, 핑복의 3마리.
또한, BW2에서 지우와 빛나의 회상장면에서 등장하였고, BW2 에피소드 N의 회상장면에서는 오리지널편의 회상장면이 등장하였는데, 그림체가 달라져 나왔다.
《포켓몬스터 썬&문》에서 42화에서 최이슬과 같이 오랜만에 등장.

## 웅의 포켓몬
원래는 바위 타입 포켓몬을 메인으로 하는 트레이너였으나, 여행을 떠나고 나서는 포켓몬 브리더로서의 우위를 목표로 하기 때문에, 그 이외의 타입의 포켓몬도 잡고 있다. 현재의 소지 포켓몬 수는 3마리, 소지 이외의 포켓몬은 친가에 맡겨지고 있다.

## 소지 포켓몬

### 롱스톤→강철톤
| 포켓몬 | 도감번호 | 첫 등장                             | 놓아준 에피소드                                                                                        |
| ------ | -------- | ----------------------------------- | --- |
| 롱스톤 | #095     | 포켓몬스터 제 5화 1997년 4월 29일   | 포켓몬스터 제 275화 2002년 11월 7일 호연 지방으로 여행을 떠날 때 지로에게 맡겨진 이후, 강철톤으로 진화 |
| 강철톤 | #208     | 포켓몬스터 제 275화 2002년 11월 7일 | 포켓몬스터 썬&문 제 43화 2017년 9월 28일 메가진화 가능, 현재 소지중                                    |

### 꼬마돌→데구리
| 포켓몬 | 도감번호 | 첫 등장                           | 놓아준 에피소드                                                                                      |
| ------ | -------- | --------------------------------- | --- |
| 꼬마돌 | #74      | 포켓몬스터 제 5화 1997년 4월 29일 | 포켓몬스터 제 275화 2002년 11월 7일 호연 지방으로 여행을 떠날 때 지로에게 맡겨진 이후, 데구리로 진화 |

### 주뱃→골뱃→크로뱃
| 포켓몬 | 도감번호 | 잡은 에피소드                       | 놓아준 에피소드                                          |
| ------ | -------- | ----------------------------------- | -------------------------------------------------------- |
| 주뱃   | #041     | 포켓몬스터 제 6화 1997년 5월 6일    | 포켓몬스터 제 167화 2000년 9월 21일 골뱃으로 진화        |
| 골뱃   | #042     | 포켓몬스터 제 167화 2000년 9월 21일 | 포켓몬스터 제 198화 2001년 5월 3일 크로뱃으로 진화       |
| 크로뱃 | #169     | 포켓몬스터 제 198화 2001년 5월 3일  | 포켓몬스터 제 275화 2002년 11월 7일 회색 체육관에 맡겨짐 |

### 식스테일
| 포켓몬   | 도감번호 | 잡은 에피소드                                        | 놓아준 에피소드                                                              |
| -------- | -------- | ---------------------------------------------------- | ---------------------------------------------------------------------------- |
| 식스테일 | #037     | 포켓몬스터 제 28화 1997년 10월 7일 희야로부터 맡겨짐 | 포켓몬스터 제 158화 2001년 1월 4일 브리더 콘테스트 회장에서 희야에게 돌려줌. |

### 켄타로스
| 포켓몬   | 도감번호 | 잡은 에피소드                       | 놓아준 에피소드 |
| -------- | -------- | ----------------------------------- | --------------- |
| 켄타로스 | #128     | 포켓몬스터 제 35화 1997년 11월 25일 | -               |

### 피콘→쏘콘
| 포켓몬 | 도감번호 | 잡은 에피소드                       | 놓아준 에피소드                                             |
| ------ | -------- | ----------------------------------- | ----------------------------------------------------------- |
| 피콘   | #204     | 포켓몬스터 제 145화 2001년 1월 11일 | 포켓몬스터 제 259화 2002년 7월 18일 쏘콘으로 진화           |
| 쏘콘   | #205     | 포켓몬스터 제 259화 2002년 7월 18일 | 포켓몬스터 AG 제 191화 2006년 9월 14일 회색 체육관에 맡겨짐 |

### 연꽃몬→로토스→로파파
| 포켓몬 | 도감번호 | 잡은 에피소드                         | 놓아준 에피소드                                            |
| ------ | -------- | ------------------------------------- | ---------------------------------------------------------- |
| 연꽃몬 | #270     | 포켓몬스터 AG 제 12화 2003년 2월 13일 | 포켓몬스터 AG 제 63화 2004년 2월 12일 로토스로 진화        |
| 로토스 | #271     | 포켓몬스터 AG 제 63화 2004년 2월 12일 | 포켓몬스터 AG 제 107화 2004년 12월 16일 로파파로 진화      |
| 로파파 | #272     | 포켓몬스터 AG 107화 2004년 12월 16일  | 포켓몬스터 AG 제 134화 2005년 7월 7일 회색 체육관에 맡겨짐 |

### 물짱이→늪짱이
| 포켓몬 | 도감번호 | 잡은 에피소드                                                                                        | 놓아준 에피소드                                                |
| ------ | -------- | --- | -------------------------------------------------------------- |
| 물짱이 | #258     | 포켓몬스터 AG 제 25화 2003년 5월 15일 웅이 포켓몬스터 시리즈 사상 유일하게 소지한 스타팅 포켓몬이다. | 포켓몬스터 AG 제 148화 2005년 10월 27일 늪짱이로 진화          |
| 늪짱이 | #259     | 포켓몬스터 AG 148화 2005년 10월 27일                                                                 | 포켓몬스터 AG 제 191화 2006년 9월 14일 회색 체육관에 맡겨졌다. |

### 꼬지지→꼬지모
| 포켓몬 | 도감번호 | 잡은 에피소드                           | 놓아준 에피소드                                                                       |
| ------ | -------- | --------------------------------------- | ------------------------------------------------------------------------------------- |
| 꼬지지 | #438     | 포켓몬스터 AG 제 156화 2005년 12월 15일 | 포켓몬스터 DP 제 14화 2006년 12월 21일 원래는 울보였으나 꼬지모로 진화 후 울지않았다. |
| 꼬지모 | #185     | 포켓몬스터 DP 제 14화 2006년 12월 21일  | 포켓몬스터 DP 제 193화 2011년 2월 3일                                                 |

### 삐딱구리
| 포켓몬   | 도감번호 | 잡은 에피소드                                                                    | 놓아준 에피소드 |
| -------- | -------- | -------------------------------------------------------------------------------- | --------------- |
| 삐딱구리 | #453     | 포켓몬스터 DP 제 8화 2006년 11월 9일 웅이 여자한테 반할 때, 독찌르기를 사용한다. | -               |

### 핑복→럭키
| 포켓몬 | 도감번호 | 잡은 에피소드                                                  | 놓아준 에피소드 |
| ------ | -------- | -------------------------------------------------------------- | --- |
| 핑복   | #440     | 포켓몬스터 DP 제 38화 2007년 6월 21일 웅이 받은 알에서 태어남. | 포켓몬스터 DP 제 190화 2010년 9월 2일 럭키로 진화                                                                      |
| 럭키   | #113     | 포켓몬스터 DP 제 190화 2010년 9월 2일                          | 포켓몬스터 DP 제 193화 2011년 2월 3일 웅이 포켓몬 의사가 되기로 결심한 이유가 럭키 때문이다, 진화하고 알낳기를 배웠다. |

## 같이 보기
- 포켓몬스터 (애니메이션)
- 포켓몬스터 (애니메이션)의 등장 인물
- 웅이의 파라다이스